# 陸軍 (映画)
『陸軍』（りくぐん）は、1944年（昭和19年）公開の日本映画。木下惠介監督の第4作。木下が戦中に撮った4本中、最後の作品。
戦時下（第二次世界大戦）に、陸軍省の依頼で製作されたプロパガンダ映画であり、作品の冒頭に「陸軍省後援　情報局國民映画」という表記がある。太平洋戦争の開戦日からほぼ3周年にあたる日に公開された。
白黒、スタンダード・サイズ。

## 解説
『朝日新聞』に連載された火野葦平の同題名の小説を原作に、幕末から日清・日露の両戦争を経て満州事変・上海事変に至る60年あまりを、ある家族の3代にわたる姿を通して描いた作品である。小説は対米英戦争におけるフィリピン攻略戦までを描いているが、映画では上海事変までを扱っている。
時期的に考えても当然、国策に沿った戦意高揚・銃後の意識を鼓舞するという目的が、映画製作を依頼した側にはあったはずである。ストーリー展開もキャラクター設定も、そういう意図から外れてはいない。しかし、細部の描写はときどきその本来の目的を逸脱しがちであり、最後のシークエンスで大きく違う方向へと展開する。その場面を見る限り、この作品を国策映画と呼ぶことは難しい。結果として、木下は情報局から「にらまれ（当人談）」終戦時まで仕事が出来なくなったと言われている。このために木下は松竹に辞表を提出しており、原恵一監督による2013年の映画『はじまりのみち』はその前後の出来事を基にしている。
最後のシークエンスでの、田中絹代を追い続ける撮影は有名なものである。
開始37分ごろに、スイカと弁当のを巡る口論で笠智衆の台詞を間違えているシーンがある。

## あらすじ
「慶応二年　九州小倉の城下は　長州藩の奇兵隊に攻めこまれた　その頃下関海峡には　米英蘭仏の軍艦が眈々と日本攻撃の機を窺っていた　かかる折も折　国内には兵火があがり　兄弟牆に鬩ぐの有様はまことに日本の危機ではあった」。
戦火に下にあった小倉城下で質屋「高木屋」を営む友助は、避難のための荷造りに家人をせかしていた。そこに藩士の竹内喜左衛門が傷ついて駆け込んできた。介抱してくれた家人に「ワシは藩のために忠義を尽くすが、これからはもっと大きなものに忠義を尽くす時代がやって来る」と言い、預けていた水戸光圀『大日本史』を高木家に寄贈すると息子の友之丞に言い残して戦陣に散った。
日清戦争のあと、『大日本史』を虫干ししながらその話をする友之丞に、三国干渉の話がもたらされる。理不尽な干渉と怒りをもった友之丞は、昵懇（じっこん）にしてもらっている山縣有朋に直談判に上京する。ほどなく、友之丞が危篤との電報が高木家にもたらされた。急遽上京した息子の友彦に、友之丞は山縣から聞かされた話をして「天子様が一番苦労しなさっている。それを小賢しくも口を出して恥ずかしい」と説く。陸軍士官学校を目指す友彦に賛成し、天子様が下さった「五ケ条」はありがたいという。そして宮城に行っていない友彦を叱りつけ、一番に行くところだと諭す。友彦が宮城から帰ると父は「軍人になれ」と遺言して狭心症で死んでいた。
日露戦争に大尉として出征した友彦だったが、病気で前線に立つことは出来なかった。その悔しさを負傷した戦友の仁科に愚痴るが、身体は何もならなかった。いっそう国家のため、天皇のために尽くす気持ちを強くしつつ、「高木屋」を継ぐ。
それから10年。まじめ一徹な友彦は、周囲の人たちとことあるごとに衝突する。傾いた家業の立て直しに助力してくれた「小松屋」との雑談で徳川好敏日野熊蔵両大尉の初飛行の話が出て「飛行機など戦争に役立つか」と言うのに腹を立て、「軍のやることに間違いはない」とケンカして話はご破算。妻：わかも賛成してくれたため、小倉の質屋をたたんで、福岡で雑貨商に商売替えをした。夫妻は生まれたばかりの男子：伸太郎に期待をかける。
さらに10年が経った夏の日、伸太郎は大人しく優しい性格の男の子に育つが、橋から飛び降りることもできないと虐められる。友彦に櫻木製作所の工場で教官をする話がもたらされるが、挨拶に出向いた際に意固地な性格が邪魔をして櫻木と口論になる。その帰路、友彦は伸太郎が橋から川に飛び込む練習をしているのを見、「立派な兵隊になれない」と叱る。すると伸太郎は川に飛び込んで見せ満面の笑みを見せた。その夜、口論になったにもかかわらず、櫻木は友彦の人柄を評価して教官に招聘する。一方、伸太郎は、宿題が終わった直後、教科書を足で踏んでしまい、わかに厳しく叱責される。友彦は落ち込む伸太郎を連れて飾り山笠を見に行き、そこで偶然会った櫻木に、明日から勤めると告げる。
さらに10年、伸太郎は近所でも評判の跡取り息子に成長した。そして伸太郎はついに陸軍に入営する。友彦夫妻は、友彦が戦えずに終わった負い目から、わかは「男の子は天子様からの預かりもの、お返しできて良かった」と二人で喜ぶ。櫻木製作所の工員たちは筥崎宮を参拝し、そこで友彦は元寇から神風の話を工員たちに話す。しかし、神風が吹かなかったら敗れていたという櫻木と口論になり、絶縁してしまう。
やがて今次大東亜戦争の発火点である支那事変が発生し、ついに米国の最後通牒と情勢は緊迫の一途をたどる。上等兵になった伸太郎が帰宅するが、同期生が出征していく中、初年兵掛として連隊に残ると言い、友彦は落胆する。息子の昇任を心から喜ぶ母に、伸太郎は櫻木の息子常吉と戦友なので父と櫻木と和解してくれるよう頼み込む。わかは、息子がいつ戦死するか分からない身と悟り、友彦に取りなす。
櫻木は上海から戻ってきた仁科に、激戦の様子を聞かされ、出征した常吉を心配すると、仁科から「息子の心配ばかり」と激怒される。そこに友彦が和解のために現れる。三人は和解し、櫻木が「戦友はいいな」言うと、仁科は「日本中が戦友だ」と諭す。するとそこに、わかから緊急の電話が入り、伸太郎たちにも出征の命が下ったことが知らされる。友彦は大いに喜び、櫻木と仁科からも祝福される。
出征前日、高木家では、一家4人でちゃぶ台を囲み、わかの手料理を食べ団欒のひと時を持つ。伸太郎がわかの肩を叩くと、弟も真似をして友彦の肩を叩き始める。やがてわかは静かに涙をぬぐい始め、友彦は「”五ケ条”に殉じ、自己の名を残すのではなく、ひたすら大君に捧げたてまつらなければならない」と励ます。病気にはなるなと伸太郎の身を案じ、伸太郎もまた両親の長寿を願う。
翌朝、わかは近所の人に「泣くから見送りに行かない」と言い、店に残っていた。しかし、やがて涙ながらに五ケ条（軍人勅諭）をつぶやく。すると、わかの耳に軍隊ラッパが響いてくる。いてもたってもいられなくなったわかは、ラッパの音を頼りに、福岡の町中を走り出す。大行進の中で息子の姿を探し、群衆をかき分け、やがて伸太郎を見つけ視線を交わす。
「父母の慈愛に抱かれて／男子となりて幾年ぞ…」という歌が重なり、わかは涙ながらに、いつまでも伸太郎の姿を追い続け、ついには伸太郎の真横を一緒に歩き始め、母子は笑顔を交わし合う。こうして大勢の市民による熱狂的な見送りの中、伸太郎は出征していき、歩みを止めたわかは手を合わせて祈りを捧げるのだった。

## スタッフ
- 監督：木下惠介 ※クレジット上では演出である。
- 原作：火野葦平
- 脚色：池田忠雄
- 撮影：武富善男
- 美術：本木勇
- 録音：小尾幸魚
- 企画：池田一夫
- 製作担当：安田健一郎
- 製作：松竹大船撮影所
- 後援：陸軍省

## キャスト
（役名はクレジットの表記。友助・友之丞・友彦一家のみ関係性で並べ、他は登場順）
- 友助 … 笠智衆
- 友助の妻 … 信千代
- 友之丞（友助の息子）… 横山準
- 友之丞（成長してから）… 三津田健（文学座）
- せつ（友之丞の妻）… 杉村春子（文学座）
- 友彦（友之丞の息子）… 山崎敏夫
- 友彦（成長してから）… 笠智衆（二役）
- わか（友彦の妻）… 田中絹代
- 伸太郎（友彦の息子）… 星野和正（東童）

- 竹内喜左衛門 … 原保美
- 仁科大尉（友彦の戦友）… 上原謙
- 藤田謙朴 … 長浜藤夫（東宝劇団）
- 櫻木常三郎 … 東野英治郎